# Uffenheim
Uffenheim város Németországban, azon belül Bajorországban. Lakosainak száma 6807 fő (2023. december 31.).

## Városrészek
A 12  egykori községet hozzácsatoltak a városhoz:
- Aspachhof (Einöde)
- Brackenlohr (Dorf)
- Custenlohr (Kirchdorf)
- Hinterpfeinach (Weiler)
- Kleinharbach (Dorf)
- Langensteinach (Pfarrdorf)
- Rudolzhofen (Kirchdorf)
- Schafhof (Weiler)
- Uffenheim (Hauptort)
- Uttenhofen (Kirchdorf)
- Vorderpfeinach (Weiler)
- Wallmersbach (Pfarrdorf)
- Welbhausen (Kirchdorf)

## Népesség
A település népessége az elmúlt években az alábbi módon változott:

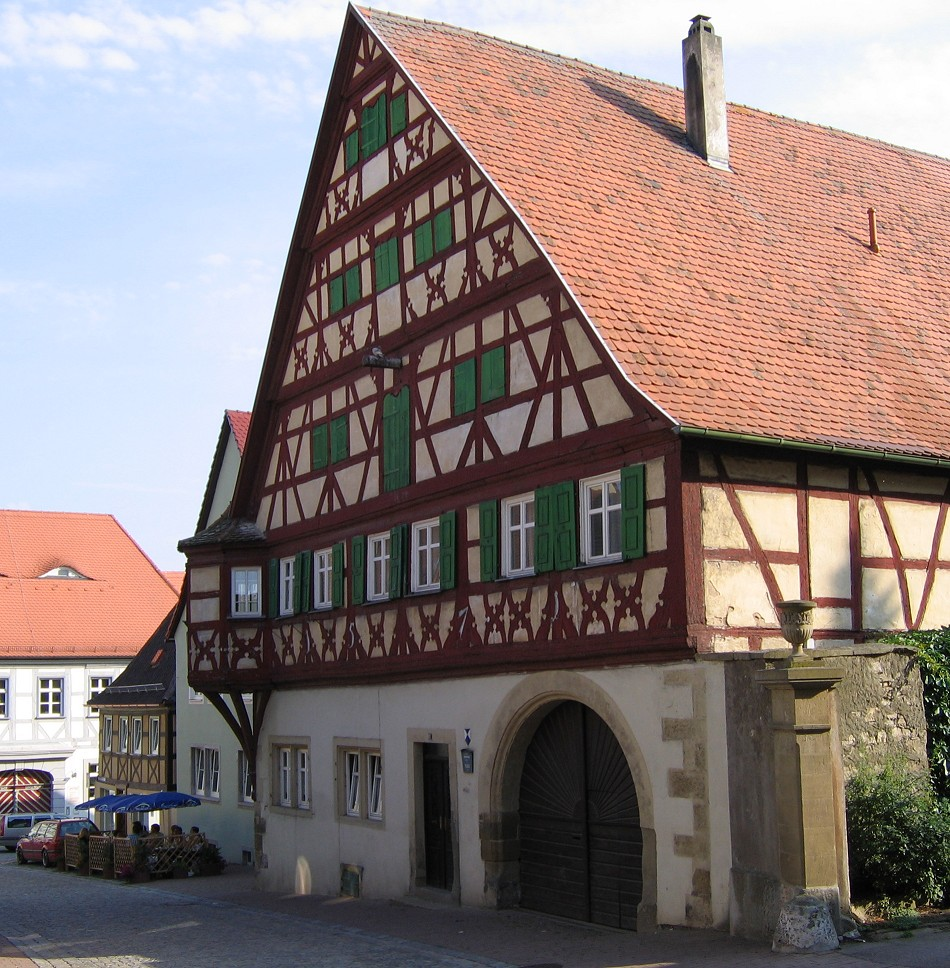
Scherenhof

| Lakosok száma | 1981 | 4125 | 4956 | 5694 | 6217 | 6236 | 6332 | 6413 | 6650 | 6807 |
|               | 1875 | 1950 | 1975 | 1987 | 2012 | 2014 | 2016 | 2017 | 2021 | 2023 |